# Cratere Vernadskiy
Vernadskiy è un cratere lunare di 91,97 km situato nella parte nord-occidentale della faccia nascosta della Luna.